# Helmberg (Münster)
Der Helmberg ist eine 376 m hohe Erhebung am Rand des Bayerischen Walds im Landkreis Straubing-Bogen.

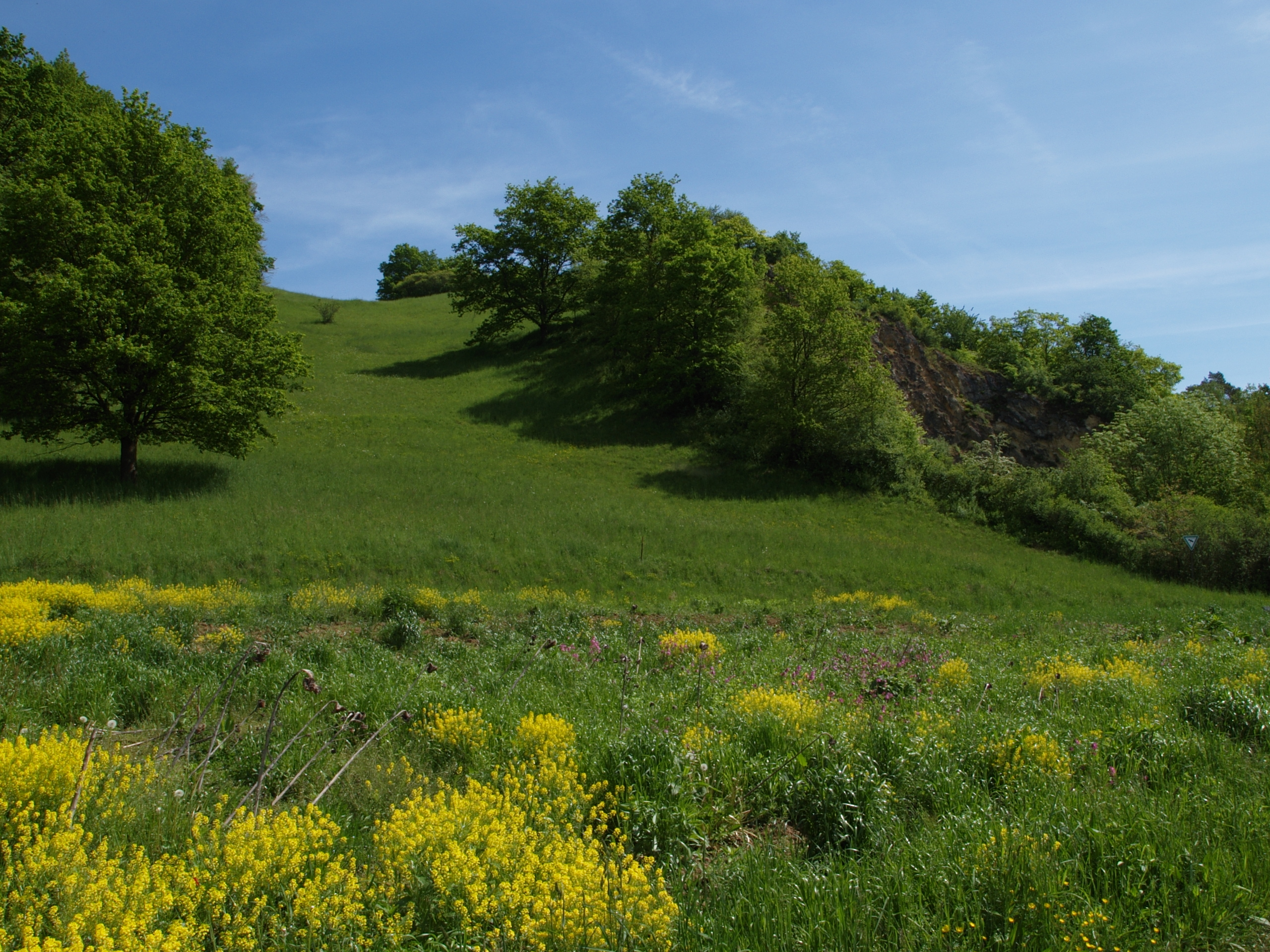
Naturschutzgebiet

Der Helmberg liegt auf dem Gebiet der Gemeinde Steinach, südöstlich des Gemeindeteils Münster, 50 Meter nördlich der Bundesautobahn 3 und südlich der Kreisstraße SR 8. Er schiebt sich weiter als die angrenzenden Erhebungen nach Süden in die weite Fläche des Gäubodens, der in diesem Bereich auf dem Niveau von etwa 323 m ü. NN liegt.

## Geologie
Der Helmberg ist eine geologisch bedeutsame Kalkscholle am Donaurandbruch.

### Geotope

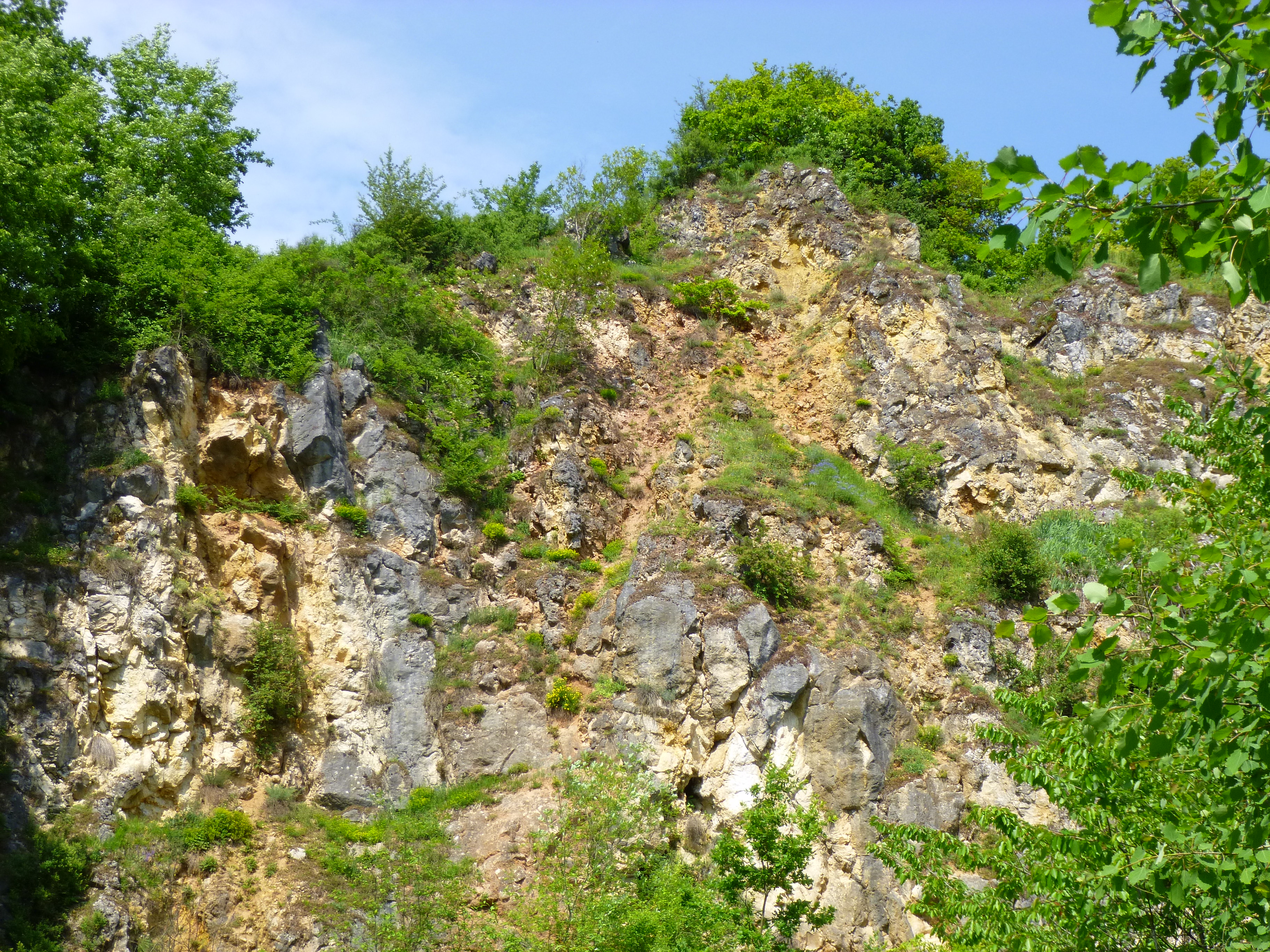
Geotop 278A009: alter Steinbruch

Zwei geowissenschaftlich bedeutsame Geotope sind die Steinbrüche am Südhang. Hier stehen Profile von verkarsteten Kalken des Unteren Malm an.

#### Steinbruch am Südhang des Helmberges
Der ehemalige Steinbruch am Südhang des Helmberges ist vom Bayerischen Landesamt für Umwelt als besonders wertvolles Geotop (Geotop-Nummer: 278A009) ausgewiesen.

#### Ehemaliger Steinbruch am Helmberg
Das Steinbruch am Südhang des Helmberges ist vom Bayerischen Landesamt für Umwelt als wertvolles Geotop (Geotop-Nummer: 278A012) ausgewiesen.

## Naturschutz

### Naturschutzgebiet
Der Südhang und die östliche Hälfte mit einer Fläche von etwa zwölf Hektar sind als Naturschutzgebiet ausgewiesen. Es ist dies die östliche Teilfläche des Naturschutzgebietes Buch- und Helmberg bei Münster. Dieses Schutzgebiet besteht seit 1994 und wird unter der NSG-00555.01 geführt. Es besteht aus verschiedensten Biotopen der Hangwaldflächen, Gebüschen, Heckenstrukturen, Wiesen, Halbtrockenrasen und Felsbandpionierrasen an den Gesteinsentnahmestellen mit reichhaltiger Pflanzenwelt und seltenen und bedrohten Arten auf dem Helmberg und dem Buchberg.
Etwa acht Hektar der Fläche des Naturschutzgebietes am Helmberg sind Wald, bewohnt von 33 Vogelarten. Unter den etwa 16 dort lebenden Arten von Höhlenbrütern sind sechs der sieben in Bayern vorkommenden Spechtarten. Bei einer Kartierung im Jahr 2015 wurden insgesamt 35 der für diese Vogelarten besonders wichtigen Höhlenbäume festgestellt.

### FFH-Gebiet
Die mit dem Naturschutzgebiet deckungsgleiche Teilfläche des Helmberges ist Teil des Natura 2000-Gebietes DE 6939-371 nach FFH-Richtlinie  mit der Bezeichnung Trockenhänge am Donaurandbruch, dessen gesamte Schutzfläche 521,43 Hektar umfasst. Davon liegen die Schutzgebiete Buch- und Helmberg, Bogenberg und bei Pillnach mit zusammen 49,59 Hektar im Landkreis Straubing-Bogen.